# Gotvand
Gotvand o Gatvand (farsi گتوند) è il capoluogo dello shahrestān di Gotvand, circoscrizione Centrale, nella provincia del Khūzestān. Aveva, nel 2006, una popolazione di 21.428 abitanti. La città si trova sulla riva del fiume Karun, a nord di Shushtar.